# Boots Randolph
Homer Louis "Boots" Randolph III (Paducah, Kentucky; 3 de junio de 1927-Nashville, Tennessee; 3 de julio de 2007) fue un músico estadounidense, especialmente conocido por su canción en saxofón de 1963 "Yakety Sax" (que se convirtió un éxito al ser la melodía característica utilizada por el comediante Benny Hill). Randolph fue una parte importante del "sonido Nashville" durante la mayor parte de su carrera profesional.

## Biografía
Randolph nació en Paducah, Kentucky, Estados Unidos; se crio en Cádiz, Kentucky, y asistió a la escuela secundaria en Evansville, Indiana.
De niño, aprendió a tocar música en la banda familiar. Dijo que no estaba seguro de dónde ni por qué adquirió el apodo de "Boots", aunque pudo servirle para evitar confusiones, ya que su padre y él tenían el mismo primer nombre. Randolph comenzó tocando el ukelele y el trombón, pero posteriormente cambió al saxofón tenor cuando su padre, inesperadamente, trajo uno a la casa.
A finales de la Segunda Guerra Mundial, Boots Randolph tocaba el saxofón, el trombón y el vibráfono en la Banda del Ejército de los Estados Unidos. Después de servir en el ejército, tocó con Kopy Kats de Dink Welch en la localidad de Decatur, Illinois, de 1948 a 1954. Residió brevemente en Louisville, Kentucky, para luego regresar a Decatur para comenzar su propio grupo musical. Dejó nuevamente Decatur en 1957.
Durante sus más de cuarenta años de carrera, Randolph se presentó en varios lugares junto a diversos artistas de la música pop, rock, jazz y country. Tocó en muchas sesiones de grabación con Elvis Presley e hizo lo propio en las bandas sonoras para muchas películas de Presley, siendo una canción muy popular el tema «Return to Sender».
Randolph grabó para Monument Records en Nashville y tocó en el éxito de Roy Orbison de 1963, «Mean Woman Blues». También tocó en «Little Queenie» de REO Speedwagon, «Java» de Al Hirt, «Turn On Your Love Light» de Jerry Lee Lewis y «Rockin 'Around the Christmas Tree» de Brenda Lee. Estuvo presente en muchas grabaciones del guitarrista Chet Atkins, con quien solía actuar. Al principio de su carrera, Boots a menudo se anunciaba a sí mismo como Randy Randolph.
Como solista, Randolph puso cuatro de sus sencillos en el Top-100, entre 1963 y 1967. El más exitoso de ellos fue «Yakety Sax», que alcanzó el puesto 35 en 1963 y se mantuvo en las listas durante nueve semanas. Randolph también tuvo éxito en las listas de álbumes de la revista Billboard, teniendo catorce entradas entre 1963 y 1972. Boots With Strings de 1966 alcanzó el puesto 36 y se mantuvo en la lista durante casi dos años.
En 1977, Randolph abrió un exitoso club propio en el Printer's Alley de Nashville. También apareció con frecuencia en el programa de televisión Hee Haw y fue miembro de la Million Dollar Band.
El 3 de julio de 2007, Boots Randolph falleció en el Skyline Medical Center en Nashville, Tennessee, después de sufrir una hemorragia cerebral Había celebrado su 80 cumpleaños apenas un mes antes. 
Tuvo un hijo, una hija y cuatro nietos.
Su último álbum de estudio en solitario, A Whole New Ballgame, fue lanzado el 12 de junio de 2007.

## Discografía

### Álbumes
| Año  | Título                                                         | Rendimiento en listas |
| Año  | Título                                                         | US                    |
| ---- | -------------------------------------------------------------- | --------------------- |
| 1960 | "Boots Randolph's Yakety Sax"                                  | 79                    |
| 1963 | "Yakety Sax!"                                                  | -                     |
| 1964 | "Hip Boots!"                                                   | -                     |
| 1965 | "Boots Randolph plays More Yakety Sax!"                        | 118                   |
| 1965 | "Plays 12 Monstrous Sax Hits!"                                 | -                     |
| 1966 | "Boots with Strings"A                                          | 36                    |
| 1966 | "The Fantastic Boots Randolph"                                 | -                     |
| 1967 | "Boots Randolph with the Knightsbridge Strings & Voices"       | 189                   |
| 1967 | "King Of Yakety"                                               | -                     |
| 1968 | "Sunday Sax"                                                   | 76                    |
| 1968 | "The Sound of Boots"                                           | 60                    |
| 1969 | "...with love/The Seductive Sax of Boots Randolph"             | 82                    |
| 1969 | "Boots And Stockings"                                          | 16                    |
| 1969 | "Yakety Revisited"                                             | 113                   |
| 1970 | "Hit Boots 1970 "                                              | 157                   |
| 1970 | Boots with Brass                                               | 168                   |
| 1971 | "Homer Louis Randolph, III"                                    | 141                   |
| 1972 | "Boots Randolph Plays the Hits of Today"                       | 192                   |
| 1973 | "Sentimental Journey"                                          | -                     |
| 1974 | "Country Boots"B                                               | -                     |
| 1975 | "Cool Boots"                                                   | -                     |
| 1976 | "Party Boots"                                                  | -                     |
| 1977 | "Sax Appeal"                                                   | -                     |
| 1978 | "Boots Randolph Puts a Little Sax in Your Life"                | -                     |
| 1982 | "Dedication"                                                   | -                     |
| 1983 | "Yakety-Madness" (featuring Richie Cole)                       | -                     |
| 1990 | "Boots"                                                        | -                     |
| 1992 | "Boots Live"                                                   | -                     |
| 1992 | "Christmas At Boots' Place" (featuring Tommy Newsom's Jazztet) | -                     |
| 2000 | "Songs For The Spirit"                                         | -                     |
| 2002 | "A Christmas Holiday"                                          | -                     |
| 2007 | "A Whole New Ballgame"                                         | -                     |

- A "Boots with Strings" también alcanzó el puesto # 3 en álbumes de Jazz y # 21 en álbumes de R&B.
- B "Country Boots" alcanzó el puesto # 30 en álbumes Country.

### Sencillos
| Año  | Título                       | Rendimiento en listas | Rendimiento en listas |
| Año  | Título                       | US                    | US AC                 |
| ---- | ---------------------------- | --------------------- | --------------------- |
| 1963 | "Yakety Sax"                 | 35                    | -                     |
| 1964 | "Hey, Mr. Sax Man"           | 77                    | -                     |
| 1966 | "The Shadow of Your Smile"   | 93                    | 28                    |
| 1966 | "Miss You"                   |                       |                       |
| 1966 | "Yodelin' Sax"               |                       |                       |
| 1967 | "Temptation"                 | 93                    | 30                    |
| 1967 | "Big Daddy"                  | 105                   | -                     |
| 1968 | "Fred"                       | -                     | 39                    |
| 1968 | "Gentle on My Mind"          | -                     | 19                    |
| 1969 | "Hey Jude"                   |                       |                       |
| 1969 | "Down Yonder"                |                       |                       |
| 1970 | "Anna"                       | 111                   | 40                    |
| 1970 | "Those Were The Days"        |                       |                       |
| 1970 | "Sunday Mornin' Comin' Down" |                       |                       |